# 帕尔丰德瓦勒 (奥恩省)
帕尔丰德瓦勒（法語：Parfondeval，法語發音：[paʁfɔ̃dval]）是法国奥恩省的一个市镇，属于莫尔塔涅欧佩什区。

## 地理
帕尔丰德瓦勒（48°28'54"N, 0°30'23"E）面积3.1 平方千米，位于法国诺曼底大区奧恩省，该省份为法国西北部内陆省份，北起顺时针与卡爾瓦多斯省、厄尔省、厄尔-卢瓦省、萨尔特省、马耶讷省和芒什省接壤。
与帕尔丰德瓦勒接壤的市镇（或旧市镇、城区）包括：库尔茹、库利梅、于讷河畔圣但尼、圣茹安德布拉武、圣朗吉莱莫尔塔涅。

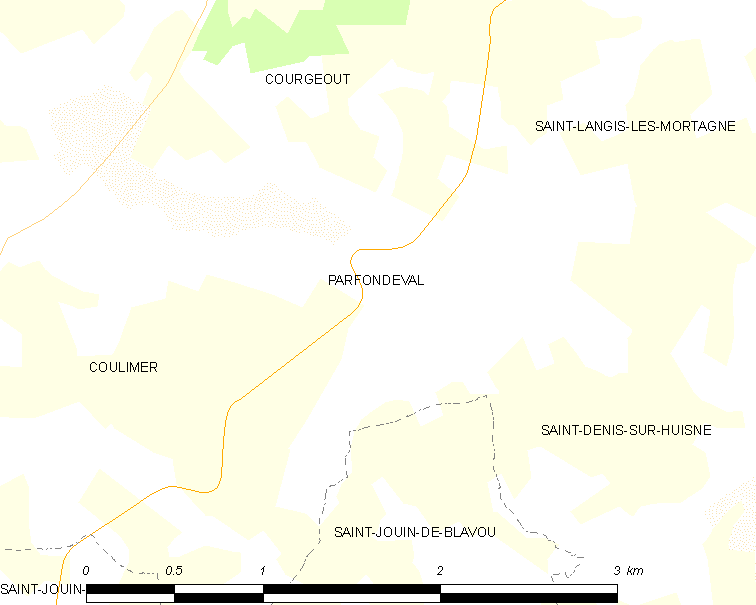
的OSM定位图

帕尔丰德瓦勒的时区为UTC+01:00、UTC+02:00（夏令时）。

## 行政
帕尔丰德瓦勒的邮政编码为61400，INSEE市镇编码为61322。

## 政治
帕尔丰德瓦勒所属的省级选区为莫尔塔涅欧佩什县。

## 人口

1962-2008年间人口变化图示

帕尔丰德瓦勒于2022年1月1日时的人口数量为104人。